# Ташкентська ТЕС
41°22′54″ пн. ш. 69°22′4″ сх. д. / 41.38167° пн. ш. 69.36778° сх. д.
Ташкентська ТЕС — теплова електростанція в Узбекистані.
У 1963—1971 роках ввели в дію 12 енергоблоків, кожен з яких мав паровий котел Таганрозького котельного заводу типу ТГМ–94 продуктивністю 500 тон пари на годину та турбіну Харківського турбінного заводу:
- у блоках 1—5 типу ПВК-150 (надалі перемарковані на К-150-130) потужністю по 150 МВт;
- у блоках 7—12 типу К-160-130 потужністю по 160 МВт.
Станом на 2019 рік турбіни чотирьох блоків модернізували в теплофікаційні — типу Т-110/155-130 з потужністю по 155 МВт (блоки 6, 11 та 12) та типу Т-110-150-130 (блок 9), тоді як турбіни блоків 7, 8 та 10 були модернізовані до рівня К-165-130 зі збільшенням потужності до 165 МВт. Таким чином, загальний показник станції становив 1860 МВт.
У 2015-му ввели в дію енергоефективний блок комбінованого парогазового циклу, в якому одна газова турбіна потужністю 241 МВт живить через котел-утилізатор одну парову турбіну з показником 131 МВт.
Як паливо станція використовує природний газ, що надходить до столичного регіону по газопроводах БГР — Ташкент та Янгієр – Ташкент.
Видалення продуктів згоряння парових котлів відбувається через три труби висотою по 120 метрів, тоді як парогазовий блок має трубу заввишки 60 метрів.
Водопостачання відбувається із дериваційного каналу Саларської ГЕС.
Видача продукції відбувається по ЛЕП, розрахованих на роботу під напругою 110 кВ та 220 кВ.